# Campeonato europeo de hockey sobre patines masculino de 1927
El II Campeonato europeo de hockey sobre patines masculino de 1927 se celebró en Montreux (Suiza) del 15 al 18 de abril de 1927. Fue organizado por el Comité Europeo de Hockey sobre Patines. La selección de Inglaterra ganó su segundo título.

## Equipos participantes
|            |
| Inglaterra |
| Francia    |
| Alemania   |
| Suiza      |
| Bélgica    |
| Italia     |

## Resultados
|            | Bandera de Inglaterra | Bandera de Francia | Bandera de Suiza | Bandera de Alemania | Bandera de Italia | Bandera de Bélgica |
| ---------- | --------------------- | ------------------ | ---------------- | ------------------- | ----------------- | ------------------ |
| Inglaterra |                       |                    |                  |                     |                   |                    |
| Francia    | 2-1                   |                    |                  |                     |                   |                    |
| Suiza      | 0-7                   | 3-3                |                  |                     |                   |                    |
| Alemania   | 2-5                   | 3-6                | 2-4              |                     |                   |                    |
| Italia     | 1-7                   | 1-6                | 0-4              | 0-9                 |                   |                    |
| Bélgica    | 0-13                  | 2-7                | 0-8              | 0-4                 | 0-3               |                    |

## Clasificación
| Equipo     | Pts | PJ | PG | PE | PP | GF | GC | DG  |
| ---------- | --- | -- | -- | -- | -- | -- | -- | --- |
| Inglaterra | 10  | 5  | 5  | 0  | 0  | 34 | 4  | +30 |
| Francia    | 7   | 5  | 3  | 1  | 1  | 23 | 11 | +12 |
| Suiza      | 7   | 5  | 3  | 1  | 1  | 19 | 12 | +7  |
| Alemania   | 4   | 5  | 2  | 0  | 3  | 20 | 15 | +5  |
| Italia     | 2   | 5  | 1  | 0  | 4  | 5  | 26 | -21 |
| Bélgica    | 0   | 5  | 0  | 0  | 5  | 2  | 35 | -33 |